# Krannonas
Krannonas (greacă: Κραννώνας) sau anticul Crannon (greaca veche: Κραννών), este un sat și o fostă municipalitate în unitatea regională Larissa, Tesalia, Grecia. Din 2011, conform reformei administrației publice locale, Krannonas este parte a municipiului Kileler. Acesta este situat la sud-vest de capitala regională Larissa.